# 제13회 대구단편영화제
제13회 대구단편영화제는 2012년 8월 24일에 열린 시상식이다.

## 수상 및 후보

### 대상
- 오목어 - 김진만 수상

### 우수상
- 숲 - 엄태화 수상

### 연기상
- 숲 - 엄태구 수상

### 촬영상
- 숲 - 지상빈 수상

### 애플시네마 대상
- 졸업 과제 - 김용삼 수상

### 애플시네마 우수상
- 장래희망 - 이형석 수상

### 관객상
- Keep Quiet - 홍석재 수상
- 졸업과제 - 김용삼 수상

### 본선경쟁작
- 그녀와의 하룻밤 - 배가선
- 아마추어 - 예그림
- 졸업 과제 - 김용삼
- 영아 - 최아름
- 깁스를 한 남자 - 이은정
- 잡담 - 김홍완
- 짝사랑 - 윤진아
- 숲 - 엄태화
- 남양주는 모른다 - 이현지
- 낙원 - 정민영 외 1명
- 배드민턴 - 김나연
- 밤 - 강원
- 오목어 - 김진만
- 미안해요, 좋아해서 - 심찬양
- 열일곱, 그리고 여름 - 조슬예
- 미확인생명체 - 민경준
- 에튀드, 솔로 - 유대얼
- 고양이 날다 - 권정호
- 아이고! 내 국적은 하늘나라다 - 이달야
- Keep Quiet - 홍석재
- 환상의 콤비 - 전병덕
- 캠퍼스 - 유재욱
- 기린초 - 김수정
- 애드벌룬 - 이우정
- 모던 패밀리 - 김문경
- 장래희망 - 이형석
- 민호가 착하니 천하무적 - 정재웅
- 가족 영화 - 성다솜

### 초청작
- 우리집엔 시체가 있어요 - 콩 파후락
- 밤새도록 - 마인 고이치
- 도둑맞은 심장 - 토시코 하타
- 제발, 100번 죽어줘 - 리사 타케바
- 라나토 - 아키야마 신타로

### 야외 상영작
- 남양주는 모른다 - 이현지
- 오목어 - 김진만
- 모던 패밀리 - 김문경
- 도둑맞은 심장 - 토시코 하타
- 에튀드, 솔로 - 유대얼